# 姜嘉俊
姜嘉俊（1990年1月8日—），上海人，籍贯江苏海门，是中国职业足球运动员，目前效力于上海申鑫。他是上海申花历史上第一位代表球队出战正式比赛的“90后”球员。

## 俱乐部生涯
姜嘉俊于2000年进入名帅徐根宝创办的根宝足球基地,司职左后卫。2004年,作为左后卫代表中国U14国少队参加2004年亚洲U14少年足球赛东亚区比赛并荣获冠军。2005年末,随众多根宝足校的队员一起加入了上海东亚足球俱乐部并征战中国足球乙级联赛，随后转投申花SVA足校。
2009年9月16日，姜嘉俊在对阵青岛中能的比赛中替换殷锡福出场，第一次代表申花队参加正式比赛，成为球队历史上第一位代表球队出战正式比赛的“90后”球员。。2010年赛季，姜嘉俊获得名帅布拉泽维奇的赏识，联赛中期以后牢牢占据了主力位置，其不惜体力的奔跑与助攻能力，使得不少球迷将他与申花曾经的左路大将吴承瑛相比。
2012年3月，姜嘉俊以700万元转会费加盟江苏舜天。
2014年2月，姜嘉俊重返上海，转会至上海申鑫。